# 無柄孢子科
無柄孢子科（學名：Acaulosporaceae），又稱無梗孢子科，是多樣孢囊霉目下的一個叢枝菌根真菌科，其科下物種分佈廣泛，並且會在根部形成叢枝菌根和囊泡。該科有2個屬、31個物種。